# Cardeto
Cardeto est une commune de la province de Reggio de Calabre, dans la région Calabre, en Italie.

## Administration
| Période                                  | Période  | Identité         | Étiquette | Qualité |
| ---------------------------------------- | -------- | ---------------- | --------- | ------- |
| 29 mai 2007                              | En cours | Saverio Fortugno | UDC       | Maire   |
| Les données manquantes sont à compléter. |          |                  |           |         |

### Hameaux
Pantano, Mannarella, Sant'Elia, Mallamaci, Cartalimi, Iriti, Piraino, Colachecco, Loddini, Chieti, Maronino, Castanea, Chimputo, Ambele, Lamberta, Giurricando, Garcea, Calvario, Scranò, Scala.

### Communes limitrophes
Bagaladi, Reggio de Calabre, Roccaforte del Greco.